# Juan Pablo Fretes
Juan Pablo Fretes (Buenos Aires, 1767-ibídem, 1817) fue un sacerdote y político argentino.
En 1797 fue enviado a la Catedral de Santiago a ser sacerdote racionero, cargo del que tomó posesión en 1803, ascendiendo a canónigo de la Catedral en 1807.
Ferviente defensor de los derechos del rey Fernando VII sobre el trono hispano, ante la invasión francesa, cuando se inició el proceso de reconquista de los territorios por parte de los absolutistas le hizo cambiar de tendencia, siendo un patriota moderado.
Escribió un breve "Compendio de Geografía", para uso de la juventud americana. Participó en el juramento del acta del Cabildo Abierto del 18 de septiembre de 1810. Firmó además el Reglamento Constitucional Provisorio de 1812, como canónigo de la Catedral. 
Formó parte del Primer Congreso Nacional como Diputado por el departamento de Puchacay, y fue Presidente del Congreso (19 de octubre al 22 de noviembre de 1811).
En 1813, presintiendo quizás la derrota de los patriotas, se fue a Buenos Aires, donde murió en 1817.